# Morphologie végétale
Pour les articles homonymes, voir Morphologie.
La morphologie végétale est la partie de la botanique qui consiste à décrire la forme et la structure externe des plantes et de leurs organes. Elle se distingue de l'anatomie, qui s'intéresse à la structure interne des plantes.
Le développement de cette science est lié à celui de la systématique, qui a conduit à une description précise et minutieuse des différents organes des plantes, notamment les racines, les tiges, les feuilles et les fleurs, et donné naissance à un vocabulaire botanique très riche et très spécialisé.
En effet la classification des plantes en espèces, et leur identification pratique sur le terrain, repose d'abord sur des critères morphologiques ; l'espèce, selon une définition classique, étant « l'ensemble des individus qui se ressemblent plus entre eux qu'ils ne ressemblent à ceux d'autres espèces ».